# Balthasar Rantzau

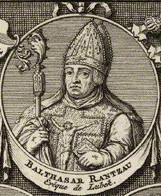
Balthasar Rantzau

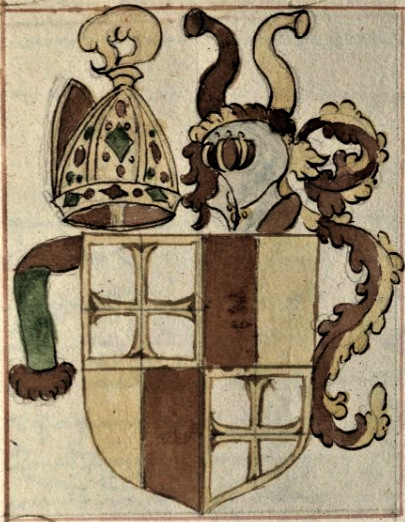
Bischofswappen Balthasar Rantzaus

Balthasar Rantzau (* um 1497; † Mai 1547 vermutlich auf Schloss Wartenfels in der Lausitz) war Bischof des Bistums Lübeck. Bekannt wurde er durch sein tragisches Ende als Opfer einer Entführung.

## Familie

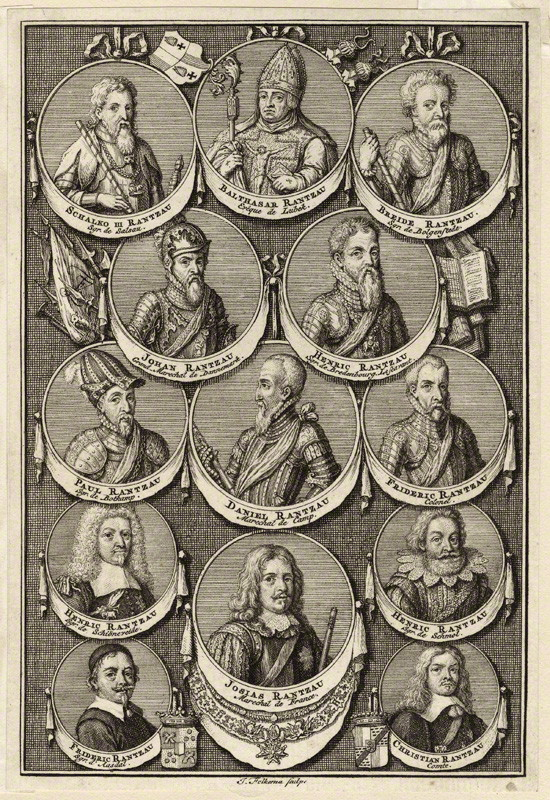
Johannes Jakosbz Folkema: Balthasar Rantzau (oben) als Bischof mit weiteren Mitgliedern der Familie Rantzau

Balthasar Rantzau entstammte der holsteinischen Adelsfamilie Rantzau. Er war Sohn des Amtmanns Hans Rantzau (1452–1522) auf Gut Neuhaus und Schmoel im heutigen Kreis Plön und der Margarethe Brockdorff (1477– 19. August 1547). Sein ältester Bruder war Melchior Rantzau (um 1496–1539), der wichtigste Staatsmann für Außen- und Finanzpolitik in den Herzogtümern Schleswig und Holstein. Auch fünf weitere seiner Brüder hatten wichtige Positionen in der Regierung der Herzogtümer inne: Heinrich (oder Henrik) (1501–1561) und Sievert († 1576) waren herzogliche Räte und Amtmänner, Jasper (oder Caspar) († 1562) königlicher Rat und Amtmann, Breide († 1562) königlicher Statthalter der Herzogtümer und Otto († 1585) Propst von Kloster Uetersen. Zusammen verfügte die Familie über reichen Landbesitz in Holstein.

## Leben
Als vermutlich zweiter Sohn für das geistliche Amt bestimmt, erhielt Balthasar Rantzau schon als Jugendlicher die niederen Weihen. Bereits 1511 präsentierte ihn Herzog Friedrich dem Domkapitel in Schleswig als Dompropst. Er hielt sich aber nie dort auf, sondern begann 1514 zusammen mit Melchior ein Studium an der Universität Rostock. 1521 erhielt er eine Präbende in Lübeck, später auch in Ratzeburg, ohne sich dort niederzulassen, wie es die Regeln eigentlich vorschrieben.

### Bischof
1536 wurde er nach dem plötzlichen Tod von Detlev von Reventlow, des ersten evangelischen Bischofs von Lübeck, zu dessen Nachfolger gewählt. Zwar hatte sich das Domkapitel geweigert, König Christians III. Forderung, den Bischof bestimmen zu dürfen, nachzukommen, die Wahl geschah jedoch vermutlich dem König zu Gefallen, denn das Verhältnis zwischen Lübeck und Dänemark war nach der Grafenfehde nicht das beste. Über Rantzaus Einstellung zur Reformation ist wenig bekannt. Am Amt interessierte ihn nur die Geldquelle. Die Priester- und Bischofsweihe, die eigentlich dafür notwendig gewesen wäre, verschob er immer wieder. Vermutlich hat sie gar nicht stattgefunden. Auch den Eid gegenüber den Domkapitel verweigerte er bis 1539. Und statt auf dem Bischofssitz in Eutin lebte er lieber auf dem Familiensitz Gut Neuhaus, den er gemeinsam mit seinem Bruder Sievert geerbt hatte.

### Entführung und Tod
Balthasar Rantzau wurde zusammen mit einem Edelknaben Anfang August 1545 von seinem bischöflichen Gut Kaltenhof an der Trave im Bereich von Alt-Lübeck unweit des heutigen Bad Schwartau entführt. Der Täter war der mecklenburgische Adlige Martin von Waldenfels, Besitzer von Gut Gorlosen, der auf diese Weise versuchte, ausgebliebene Soldzahlungen, die sich auf 1400 Gulden beliefen, von König Christian III. von Dänemark zu erpressen. Waldenfels, ein über 60-jähriger, stark verschuldeter Söldnerführer, hatte diese in den vergangenen Jahren bereits mehrfach eingefordert. 1543 kam er im Gefolge von Prinz Magnus von Mecklenburg zu dessen Hochzeit mit Elisabeth, einer Schwester des Königs, nach Kiel, wo er seine Forderung erneut vorbrachte. Er wurde jedoch von Johann Rantzau auf ein Schiedsverfahren vertröstet. Schließlich erklärte Statthalter Breide Rantzau, der Bruder des Bischofs, die Schuld in des Königs Namen für nichtig, da Waldenfels keinen schriftlichen Vertrag für die behauptete Anwerbung von Reitern vorlegen konnte, und drohte ihm für seine „Lügen“ mit einem Prozess. Daraufhin ließ Waldenfels dem König am 10. August 1545 einen Fehdebrief zukommen, in dem er erklärte, einen Rantzau entführt zu haben. Das geforderte Lösegeld belief sich auf 20.000 Gulden, etwa ein Drittel der jährlichen Staatsausgaben von Dänemark.
Der König war nicht bereit – und vermutlich auch nicht in der Lage –, das Lösegeld zu zahlen, die Gebrüder Rantzau sahen in der Entführung eine Staatsangelegenheit und auch das Domkapitel wollte sich nur beteiligen, wenn die anderen zahlten. Die Verhandlungen – ein längerer Briefwechsel, der auch Briefe des Entführten aus den ersten Monaten der Gefangenschaft beinhaltet, ist erhalten – zogen sich daher auf höchster Ebene unter Einschaltung des Heiligen Römischen Reiches hin. Waldenfels und seine Gehilfen wurden des Landfriedensbruchs angeklagt und als Räuber im ganzen Reich verfolgt. Da jedoch nur der ungefähre Aufenthaltsort des Entführten und des Entführers bekannt war, wurden Vermittler eingesetzt, die mit den Fürsten von Mecklenburg und Brandenburg verhandeln sollten, darunter der Kanzler Andreas von Barby, der 1556 Rantzaus Nachfolger werden sollte. Sogar Balthasars alte Mutter reiste 1546 nach Mecklenburg, in der Hoffnung, den Sohn zu befreien. Kurfürst Joachim von Brandenburg ließ mehrere Adlige, darunter zwei Brüder von Bredow vorladen, die beschuldigt wurden, an der Entführung beteiligt zu sein, doch auch dieses Druckmittel brachte Waldenfels nicht dazu, seinen Gefangenen freizulassen. Bischof Balthasar, zunehmend gesundheitlich angeschlagen, wurde von einer Burg zur anderen verschleppt. Wiederholt verlangte Waldenfels zusätzlich zu dem Lösegeld die Erstattung der Unkosten für dessen standesgemäßen Unterhalt. Schließlich nahm Breide Rantzau die Sache selbst in die Hand und durchsuchte im Frühjahr 1547 mit einer Schar Reiter ein märkisches Gut, auf dem sich Zeugen zufolge Balthasar Rantzau aufgehalten haben sollte. Er fand seinen Bruder zwar nicht, überfiel jedoch die Hochzeit eines der Bredow-Brüder und entführte seinerseits einige Adlige. Auf die Beschwerde der märkischen Ritterschaft erklärte der dänische König ausführlich den ganzen Fall. Waldenfels, der inzwischen für Moritz von Sachsen im Schmalkaldischen Krieg kämpfte, traf in Berlin auf Kurfürst Joachim. Er behauptete aber, nicht über den Gefangenen verfügen zu können. Möglicherweise war Rantzau zu diesem Zeitpunkt schon verstorben, wie sein Bruder aufgrund seit längerem ausbleibender Briefe annahm. Der Historiker Wolfgang Prange vermutet, dass er auf Schloss Stavenow gestorben und in Blüthen beerdigt sei. Als ein kaiserliches Mandat Waldenfels im Sommer 1547 die Reichsacht androhte, sollte er den Bischof nicht unverzüglich freigeben und der Fehde entsagen, erklärte sich Waldenfels nur zu Verhandlungen bereit, wenn Dänemark die Klage gegen ihn fallen ließe, wozu Christian III. nicht bereit war. Da Waldenfels jedoch unter Moritz von Sachsens persönlichem Schutz stand, eröffnete Kurfürst Joachim Ende 1548 den Prozess nur gegen die Bredows und einige weitere Verdächtige. Dabei wurde klar, dass der Bischof bereits tot war. Waldenfels protestierte schriftlich gegen den Vorwurf des inzwischen wieder befreiten Edelknaben, Rantzau ermordet zu haben. Er wurde geächtet und seine Güter König Christian zugesprochen, was zu neuem Streit mit den Mecklenburger Herzögen führte. Waldenfels selbst blieb unbeschadet in sächsischen Diensten.
Nach Rantzaus Entführung stritt das Domkapitel mit den Brüdern Rantzau um die Bischofsgüter, deren Herausgabe diese zunächst verweigerten. Erst nachdem 1548 sein Tod offiziell bestätigt worden war, lieferten sie die Stiftadministration heraus, behielten aber die Hälfte des Inventars und ziemlich viel Geld. Das Domkapitel weigert sich daher, dem Wunsch des Königs nachzukommen und erneut einen Adligen zum Bischof zu wählen.